# Desmia ufeodalis
Desmia ufeodalis là một loài bướm đêm trong họ Crambidae.